# Opinion 2027
Opinion 2027 is een formele uitspraak van de International Commission on Zoological Nomenclature uit 2003, beschikkend over het verzoek Case 3010, ingediend in 1995.
De uitspraak betreft een aantal bekende dieren die door de mens gehouden worden, zoals het rund, het paard enz. Voor zover deze niet als aparte soort beschouwd worden, worden deze veelal benoemd als ondersoorten van een echte, wilde soort. De uitspraak bevestigt voor de genoemde soorten dat dit inderdaad is zoals het hoort.

## Achtergrond
Gedomesticeerde dieren, meest huisdieren, zijn van groot economisch belang en het zou wenselijk zijn hiervoor een helder, wereldwijd geaccepteerd stelsel van naamgeving te hebben. Voor planten is er een wetboek, de International Code of Nomenclature for algae, fungi, and plants (ICN of ICNafp), voor alle planten, met daarnaast een aanvullend wetboek International Code of Nomenclature for Cultivated Plants (ICNCP) voor planten die in cultuur zijn. Voor dieren bestaat wel de algemene International Code of Zoological Nomenclature, maar bestaat geen aparte wetgeving voor gehouden dieren, hoewel daartoe wel pogingen gedaan zijn. 
Onder zoölogen was het gebruikelijk gedomesticeerde dieren te behandelen onder de wetenschappelijke naam voor de in het wild levende voorouders. Toch waren er ook zoölogen die dit gebruik niet volgden, maar die in deze gevallen de regels strikt toepasten en de oudste naam gebruikten. Met name de uitgave uit 1993 van Mammal Species of the World was een uitzondering die veel zoölogen pijnlijk trof.

## Case 3010
In 1995 dienden Anthea Gentry, Juliet Clutton-Brock en Colin Groves een formeel verzoek in bij de International Commission on Zoological Nomenclature, Case 3010. Hierin werd voorgesteld om voor vijftien zoogdieren de namen van de wilde soorten formeel te beschermen, zodat zij voorrang zouden hebben boven oudere of gelijktijdig gepubliceerde namen voor de gedomesticeerde soorten. Dit zou tot gevolg hebben dat wanneer de gedomesticeerde vorm en de wilde vorm bij een taxonomische classificatie samen genomen zouden worden als één soort, dat deze soort dan de naam voor de wilde soort kijgt.
- Bos gaurus - gedomesticeerde vorm: Bos frontalis (de gaur)
- Bos mutus - gedomesticeerde vorm: Bos grunniens (de jak)
- Bos primigenius - gedomesticeerde vorm: Bos taurus (het rund)
- Bubalus arnee - gedomesticeerde vorm: Bubalus bubalis (de karbouw)
- Camelus ferus - gedomesticeerde vorm: Camelus bactrianus (de kameel)
- Canis lupus - gedomesticeerde vorm: Canis familiaris (de hond)
- Capra aegagrus - gedomesticeerde vorm: Capra hircus (de geit)
- Cavia aperea - gedomesticeerde vorm: Cavia porcellus (de cavia)
- Equus africanus - gedomesticeerde vorm: Equus asinus (de ezel)
- Equus ferus - gedomesticeerde vorm: Equus caballus (het paard)
- Felis silvestris - gedomesticeerde vorm: Felis catus (de kat)
- Lama guanicoe - gedomesticeerde vorm: Lama glama (de lama)
- Mustela putorius - gedomesticeerde vorm: Mustela furo (de fret)
- Ovis orientalis - gedomesticeerde vorm: Ovis aries (het schaap)
- Vicugna vicugna - gedomesticeerde vorm: Vicugna pacos (de alpaca)

## Uitspraak
Na uitgebreide inspraak publiceerde de commissie in 2003 dan Opinion 2027. Hierin werd dit verzoek ingewilligd, voor de genoemde vijftien zoogdiersoorten en bovendien ook voor één insectensoort en één vissoort:
- Bombyx mandarina - gedomesticeerde vorm: Bombyx mori (de zijderups)
- Carassius gibelio - gedomesticeerde vorm: Carassius auratus (de goudvis)

## Gevolg
Dit betekent dat als de wilde en de tamme kameel als twee aparte soorten bezien worden, zij de namen Camelus ferus en Camelus bactrianus krijgen, maar als zij als ondersoorten bezien worden zij Camelus ferus ferus en Camelus ferus bactrianus heten (maar dus nooit Camelus bactrianus ferus en Camelus bactrianus bactrianus). Evenzo bij de koe, Bos primigenius respectievelijk Bos taurus, dan wel Bos primigenius primigenius en Bos primigenius taurus (maar dus nooit Bos taurus primigenius en Bos taurus taurus).
Ironisch is wel dat de uitgave in 2005 van Mammal Species of the World deze uitspraak niet (geheel) volgde, mede als gevolg van een deadline voor het inleveren van het definitieve manuscript die vlak op het publiceren van Opinion 2027 volgde.